# Colbertosaurus
Colbertosaurus es un género extinto de cinodonte traversodóntido de mediados del Triásico de Argentina. En 1954 se nombró a una sola especie C. muralis a partir de un trozo de una mandíbula. Originalmente Colbertosaurus fue colocado en Ictidosauria, un nombre fuera de uso para un grupo de cinodontes que incluyen a los triteledóntidos. Es el único cinodonte conocido de la Formación Potrerillos y tiene una apariencia similar al Pascualgnathus de la Formación Puesto Viejo. La similitud entre los dos traversodóntidos ha sido utilizada para correlacionar las dos formaciones.